# Diocesi di Bouar
La diocesi di Bouar (in latino Dioecesis Buarensis) è una sede della Chiesa cattolica nella Repubblica Centrafricana suffraganea dell'arcidiocesi di Bangui. Nel 2022 contava 121.830 battezzati su 559.350 abitanti. È retta dal vescovo Mirosław Gucwa.

## Territorio
La diocesi comprende la prefettura di Nana-Mambéré e la parte meridionale della prefettura di Ouham-Pendé, nella Repubblica Centrafricana.
Sede vescovile è la città di Bouar, dove si trova la cattedrale di Santa Maria Madre della Chiesa.
Il territorio si estende su 45.000 km² ed è suddiviso in 13 parrocchie.

## Storia
La diocesi è stata eretta il 27 febbraio 1978 con la bolla Peramplum Berberatensis di papa Paolo VI, ricavandone il territorio dalla diocesi di Berbérati.

## Cronotassi dei vescovi
Si omettono i periodi di sede vacante non superiori ai 2 anni o non storicamente accertati.
- Armando Umberto Gianni, O.F.M.Cap. (27 febbraio 1978 - 2 dicembre 2017 ritirato)
- Mirosław Gucwa, dal 2 dicembre 2017

## Statistiche
La diocesi nel 2022 su una popolazione di 559.350 persone contava 121.830 battezzati, corrispondenti al 21,8% del totale.
| anno | popolazione | popolazione | popolazione | presbiteri | presbiteri | presbiteri | presbiteri                | diaconi | religiosi | religiosi | parrocchie |
| anno | battezzati  | totale      | %           | numero     | secolari   | regolari   | battezzati per presbitero | diaconi | uomini    | donne     | parrocchie |
| ---- | ----------- | ----------- | ----------- | ---------- | ---------- | ---------- | ------------------------- | ------- | --------- | --------- | ---------- |
| 1980 | 30.022      | 303.000     | 9,9         | 27         |            | 27         | 1.111                     |         | 37        | 42        | 7          |
| 1990 | 52.000      | 344.000     | 15,1        | 44         | 5          | 39         | 1.181                     |         | 47        | 60        | 11         |
| 1999 | 65.322      | 469.194     | 13,9        | 64         | 16         | 48         | 1.020                     |         | 107       | 86        | 13         |
| 2000 | 70.015      | 485.190     | 14,4        | 54         | 11         | 43         | 1.296                     |         | 97        | 76        | 12         |
| 2001 | 76.590      | 502.947     | 15,2        | 53         | 12         | 41         | 1.445                     |         | 97        | 75        | 12         |
| 2002 | 74.935      | 510.221     | 14,7        | 48         | 5          | 43         | 1.561                     |         | 103       | 73        | 12         |
| 2003 | 75.773      | 522.788     | 14,5        | 63         | 13         | 50         | 1.202                     |         | 121       | 61        | 12         |
| 2004 | 75.504      | 529.916     | 14,2        | 56         | 7          | 49         | 1.348                     |         | 88        | 74        | 12         |
| 2006 | 77.291      | 520.823     | 14,8        | 53         | 10         | 43         | 1.458                     |         | 89        | 70        | 12         |
| 2012 | 89.265      | 553.000     | 16,1        | 51         | 11         | 40         | 1.750                     |         | 120       | 71        | 12         |
| 2015 | 93.684      | 551.000     | 17,0        | 51         | 10         | 41         | 1.836                     | 3       | 90        | 71        | 12         |
| 2018 | 110.280     | 525.662     | 21,0        | 48         | 8          | 40         | 2.297                     |         | 73        | 63        | 12         |
| 2020 | 116.950     | 525.660     | 22,2        | 45         | 7          | 38         | 2.598                     |         | 92        | 63        | 12         |
| 2022 | 121.830     | 559.350     | 21,8        | 50         | 7          | 43         | 2.436                     |         | 114       | 58        | 13         |